# Johannes Musaeus

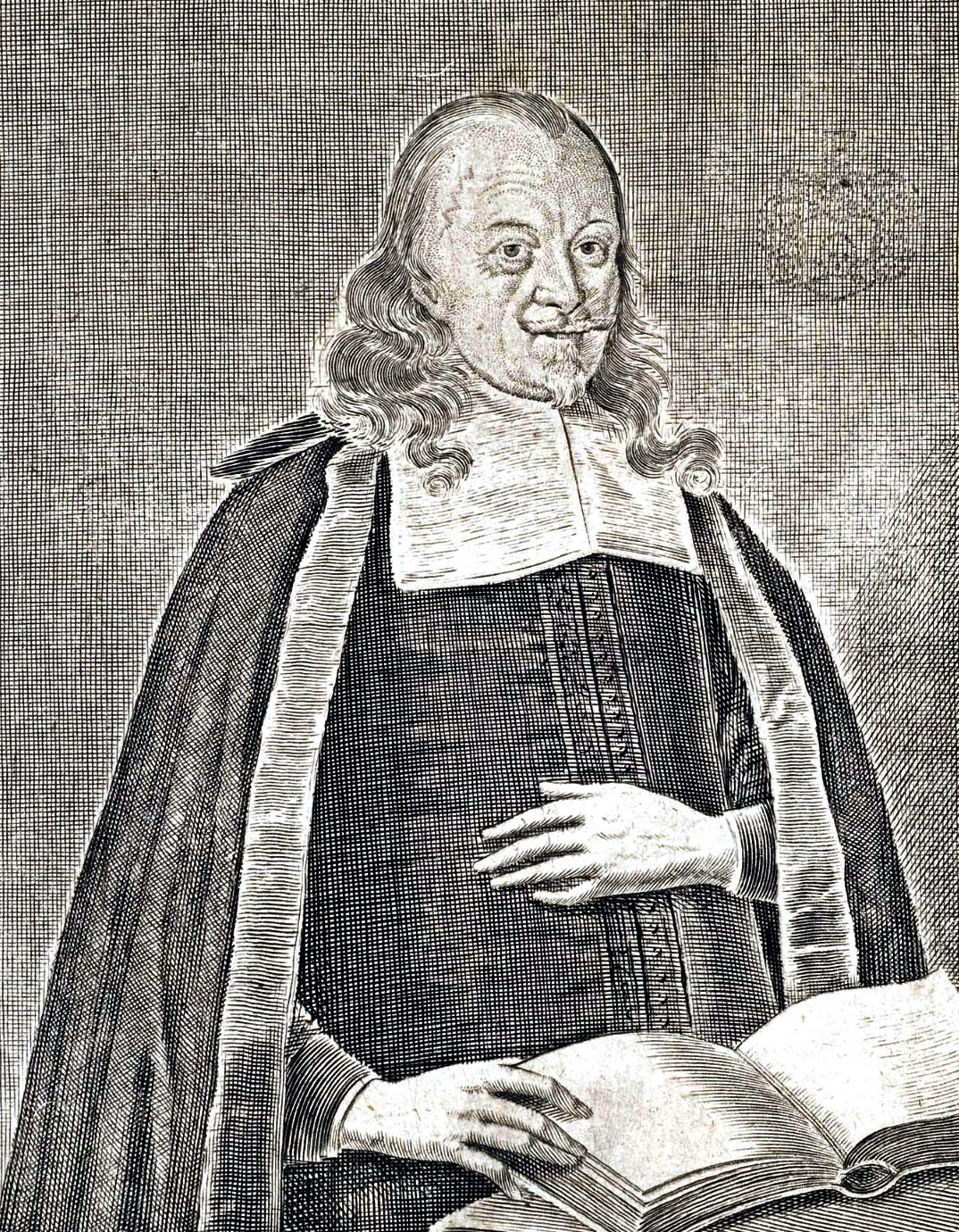
Johannes Musaeus

Johannes Musaeus (* 7. Februar 1613 in Langewiesen bei Ilmenau; † 4. Mai 1681 in Jena) war ein deutscher evangelischer Theologe.

## Leben
Musaeus war ein Sohn des Pastors Johannes Musaeus und dessen Ehefrau Sibylla Sturm. Seine beiden jüngeren Brüder waren die späteren Theologen Johann und Peter Musaeus. Mit den Theologen Tilemann Hesshus, Daniel Hoffmann und Simon Musaeus war er ebenfalls verwandt.
Seinen ersten Unterricht erfuhr Musaeus, gleich seinen Brüdern, durch seinen Vater. Später besuchte er die Lateinschule in Arnstadt und studierte ab 1633 an der lutherischen Fakultät der Universität Erfurt u. a. bei Georg Großhain (1601–1638), Johann Matthäus Meyfart, Daniel Stahl und Nicolaus Zapf. Bereits im September 1634 absolvierte Musaeus seine Disputation und wechselte an die Universität Jena.
Dort verlief seine Disputation ebenfalls erfolgreich und im August 1635 verlieh man ihm den Titel Magister der Philosophie. Als Privatdozent erhielt er in diesem Fach einen Lehrauftrag und daneben studierte er Theologie: u. a. bei Johann Gerhard, Johann Himmel, Johannes Major und Salomo Glassius. Im Januar 1643 berief man Musaeus zum Nachfolger von Johann Michael Dilherr als Professor für Geschichte und Dichtkunst.
1645 wechselte er an die Theologische Fakultät derselben Universität und wurde mit Wirkung zum 1. Januar 1646 zum ordentlichen Professor ernannt. Im Mai desselben Jahres wurde er dort auch zum Dr. theol. promoviert. Musaeus beteiligte sich auch an den organisatorischen Aufgaben der Jenaer Hochschule. So war er mehrfach Dekan der theologischen Fakultät und WS 1646, 1651, 1657, 1665, 1673, 1679 Rektor der Alma Mater.

## Rezeption
Musaeus nahm Position gegen die katholischen Kontroverstheologen Veit Erbermann (1597–1675), Jodokus Kedde (1597–1657) und Jacob Masen und gegen die Sozinianer, zu denen u. a. Ernst Soner gehörte, ein. Die Anfang der 1670er-Jahre auftretende Gemeinschaft Gewissener von Matthias Knutzen in Jena schätzte er als radikale Spiritualisten ein; gegen Herbert von Cherbury vertrat er eine andere Auffassung dessen, „was zum Heil ausreiche“. Er war Begründer einer Jenenser Richtung des orthodoxen Luthertums.
Die Eklektik, die zum Beispiel von Johann Franz Budde (1667–1729) vertreten wurde, war dank des Einflusses von Musaeus bis ins frühe 18. Jahrhundert ein Thema in Jena.

## Werke (Auswahl)
- Disquisitio Philologica De Stylo Novi Testamenti in qua Dn. M. Jacobi Grossen Trias Propos. et Observationes Apologeticae modestè examinantur. Lobenstein, Jena 1641. (Digitalisat)
- De Usu Principiorum Rationis Et Philosophiae In Controversiis Theologicis Libri Tres, Nicolai Vedelii Rationali Theologico potissimum oppositi ; Quibus acceßere disputationes duae: una contra Kekermannum; altera contra Molinaeum. Lobenstein, Jena 1644. (Digitalisat)
- Disputatio Theologica De Aeterno Praedestinationis Decreto, An Absolutum Sit, Nec Ne. Baunofer, Jena 1646. (Digitalisat)
- Vertheidigung Des Unbeweglichen Grundes Dessen der Augspurgischen Confession verwante Lehrer zum Beweis ihrer Kirchen sich gebrauchen, Zu förderst Jodoci Kedden Jesuitens Sophistereyen entgegen gesetzt Worin auch Von der allgemeinen Kirche ... gehandelt wird. Sengenwald, Jena 1654. (Digitalisat)
- Tractatus theologicus de conversione hominis peccatoris ad Deum. Müller, Halle 1659. (Digitalisat)
- Biblia Lutheri, Auspiciis Serenissimi Et Celsissimi Principis Ac Domini, Dn. Ernesti, Saxoniae, Iuliaci, Cliviae Et Montium Ducis, &c. Glossis ac Interpretationibus illustrata, & Norimbergae excusa, a Viti Erbermanni iterata maledicentia vindicata: Cum Praefatione, Qua Eiusdem Erbermanni Iustam Expostulationem cum Protestantium Theologis, Ienensibus praecipue ... exhibendam, nihil minus quam iustam esse, falsoq[ue] accusari Theologos Ienenses ... liquido ostenditur . Bauhoffer, Jena 1663. (Digitalisat)